# Boerhavia tetrandra
Boerhavia tetrandra är en underblomsväxtart som beskrevs av Johann Georg Adam Forster. Boerhavia tetrandra ingår i släktet Boerhavia och familjen underblomsväxter. Inga underarter finns listade i Catalogue of Life.